# Fatoumata Sidibé-Diarra
Ne doit pas être confondu avec Fatoumata Sidibé.
Fatoumata Sidibé-Diarra est une avocate malienne spécialisée dans le droit des affaires et basée à Bamako. 

## Biographie

### Enfance, éducation et débuts
Fatoumata Sidibé-Diarra est diplômée de l’Université Jean Moulin Lyon III, de l’Institut d’Études Judiciaires de l’Université Paris V Descartes et de l’École de Formation des Barreaux près la Cour d’appel de Paris,.

### Carrière
Fatoumata Sidibé-Diarra est avocate aux barreaux de Paris et au Mali.  Elle dirige le cabinet FSD Conseils, avec un bureau à Paris et une antenne à Dakar. Elle est spécialisée dans les arbitrages, les droits des affaires, le financement de l'entrepreneuriat privé, le droit minier, le Private Equity et les droits des entreprises dans l'espace de l'OHADA,,.
Elle est membre fondatrice de l'initiative Manssah.